# Theater Fifty-Fifty
Das Theater Fifty-Fifty ist ein Privattheater in Erlangen. Es wurde 1989 eröffnet und wird vom Förderverein Theater Fifty-Fifty e.V. betrieben. Es wird überwiegend Kabarett gespielt; regelmäßig finden aber auch Konzerte, Autorenlesungen und Comedy-Shows ihren Platz im Programm. Die Kosten für das Theater werden über den Förderverein, Sponsoren, Eintrittsgelder und ehrenamtliche Mitarbeiter gedeckt.

## Geschichte
Das Theater Fifty-Fifty wurde in den späten 1980er Jahren zunächst in einem umgebauten aufgelassenem Lagerschuppen des Güterbahnhofes Erlangen mit etwa 50 Zuschauerplätzen etabliert. Wesentliche Teile des Gebäudes bestehen aus der denkmalgeschützten Stadtmauer der Hugenottenstadt Erlangen. Eine hohe Akzeptanz in der Bevölkerung und die zentrale Lage des Spielortes verhalfen dem Theater schnell zu einem Kultstatus der Kleinkunst, sodass bereits in den frühen 1990er Jahren der neubaugleiche Ausbau der Spielstätte „right around the corner“ und der Umzug in das Obergeschoss des Nachbargebäudes möglich waren.
Eine unübersehbare Vielzahl heute hochgeschätzter Künstler wie beispielsweise Ingo Appelt, Totales Bamberger Cabaret, Lizzy Aumeier, Matthias Egersdörfer, Torsten Goods, Claus von Wagner u.v.A. spielten dort ihre ersten Auftritte.
Der Gründer und derzeitige Intendant des Theater Fifty-Fifty ist Andreas Büeler, ein Schweizer Musiker und Kunstmäzen.

## Spielstätten
Bei starker Nachfrage werden Veranstaltungen aus dem Fifty-Fifty gelegentlich auch in das E-Werk, den Redoutensaal oder in die nahe Neustädter Kirche ausgelagert.

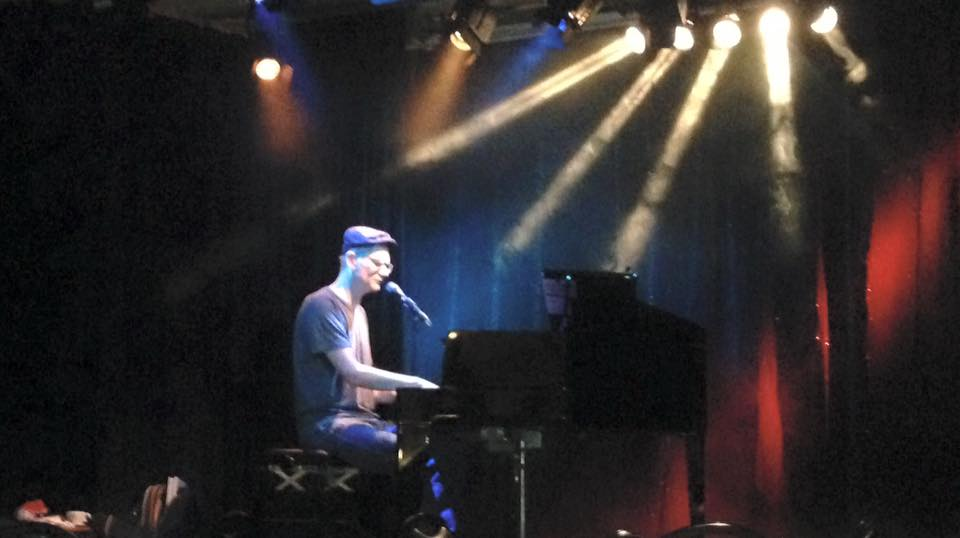
Konzert im Fifty-Fifty

## Heute
Heute ist das Theater Fifty-Fifty mit 150 bis 200 Shows jährlich nach dem Theater Erlangen und dem Markgrafentheater der drittgrößte regelmäßig bespielte Kulturort in Erlangen.
So wurde beispielsweise auch am 20. Januar 2016 der mit € 5.000,- dotierte Kulturpreis der Stadt Erlangen von Oberbürgermeister Florian Janik dort verliehen.
Die Kulturszene im Fifty-Fifty wird nur gelegentlich und in sehr geringem Umfang öffentlich bezuschusst. Mehrere örtliche Dienstleister sorgen sowohl für das Catering der Künstler als auch für das Leibeswohl der Gäste.